# Hans Rothfels
Hans Rothfels (* 12. April 1891 in Kassel; † 22. Juni 1976 in Tübingen) war ein deutscher Historiker.
Rothfels war ein Neuzeithistoriker, der während der Zeit des Nationalsozialismus über das Vereinigte Königreich in die Vereinigten Staaten emigrierte. Vor dem Zweiten Weltkrieg Professor an der Albertus-Universität Königsberg, lehrte er später an der University of Chicago und der Eberhard Karls Universität Tübingen. Er gilt als Nestor der modernen deutschen Zeitgeschichtsforschung, der u. a. Hans Mommsen und Heinrich August Winkler als Schüler hervorbrachte.

## Leben
Hans Rothfels entstammte dem „liberal-protestantisch-nationalen Bildungsbürgertum des Kaiserreichs“ (Werner Conze); sein Urgroßvater war Bankier und der Großvater Mathematiker. Rothfels wuchs als Sohn des jüdischen Rechtsanwalts und Notars Justizrat Max Rothfels, Vorsteher der Jüdischen Gemeinde und Reserveoffizier, und dessen Frau, aus einer wohlhabenden Kaufmannsfamilie kommend, in Kassel auf. Das Elternhaus vermittelte ihm ein liberales und freireligiöses Weltbild; 1910 konvertierte er zum Protestantismus. 1909 machte er das Abitur am Königlichen Friedrichsgymnasium Kassel, wo er patriotisch und neuhumanistisch erzogen wurde. Danach begann er ein Studium der Klassischen Philologie an der Universität Freiburg im Breisgau, später wechselte er, beeinflusst durch Friedrich Meinecke, zur Geschichte. Es folgten Semester an der Ludwig-Maximilians-Universität München und der Friedrich-Wilhelms-Universität Berlin. 1911/12 wurde sein Studium durch den Dienst als Einjährig-Freiwilliger unterbrochen. Als Leutnant der Reserve wurde Rothfels im November 1914 bei einem Sturz vom Pferd schwer verletzt. Es folgten Lazarettaufenthalte; die Verletzung hatte die Amputation eines Beines zur Folge.
Nach weiteren politik- und geschichtswissenschaftlichen Studien 1917/18 wurde Rothfels auf Meineckes – zu dessen engem Schülerkreis er gehörte – Empfehlung hin 1918 bei Hermann Oncken mit der Dissertation Carl von Clausewitz. Politik und Krieg. Eine ideengeschichtliche Studie an der Ruprecht-Karls-Universität Heidelberg zum Dr. phil. promoviert. Anschließend erhielt er 1920 eine Stelle als Archivrat im Reichsarchiv in Potsdam, wo er mit (seinerzeit nicht zur Publikation gelangten) Vorarbeiten der späteren Quellensammlung zur Geschichte der deutschen Sozialpolitik 1867 bis 1914 begann. 1923 habilitierte er sich bei Friedrich Meinecke und Erich Marcks in Berlin mit der Arbeit Bismarcks englische Bündnispolitik und wurde Privatdozent für Neuere und Europäische Geschichte.
1926 wurde Rothfels Professor an der Albertina in Königsberg. 1927/28 wurde er Mitglied in der Königlich Deutschen Gesellschaft, der Königsberger Gelehrten Gesellschaft und der Historischen Kommission für ost- und westpreußische Landesforschung. Außerdem wurde er Lehrbeauftragter für Geschichte an der Handelshochschule Königsberg. 1929 wurde er Herausgeber der Königsberger Auslandsstudien. In den 1920er und 1930er Jahren hielt er Vorlesungen in baltischen Städten.
Nach der „Machtergreifung“ und der Verabschiedung des Gesetzes zur Wiederherstellung des Berufsbeamtentums unterschrieben mehrere Studenten des Historischen Seminars und die Privatdozenten Erich Maschke und Rudolf Craemer einen öffentlichen Aufruf, Rothfels wegen seiner Verdienste nicht als Professor zu entbinden. Auch der Kurator Friedrich Hoffmann der Albertus-Universität Königsberg setzte sich für ihn ein. 1934 wurde gegen ihn von Seiten der Universitätsleitung des Ministeriums intrigiert, und im Juli 1934 wurde Rothfels wegen seiner jüdischen Herkunft der Lehrstuhl entzogen.
Eine erst noch versprochene Forschungstätigkeit in Berlin wurde 1936 von Seiten des NS-Regimes widerrufen. Er wurde mit seiner Familie in Berlin-Nikolassee ansässig. Bis 1938 konnte er im preußischen Geheimen Staatsarchiv in Berlin, das von Albert Brackmann geleitet wurde, Quellenstudien betreiben.
1937 hielt er einzelne Vorträge in Cambridge und London zur Sozialgesetzgebung unter Bismarck (es gibt dazu eine Veröffentlichung in The Sociological Review von 1938 unter dem Titel Bismarck's Social Policy and the Problem of State Socialism in Germany, S. 81–94 sowie 288–302). Eine durch englische Wissenschaftler forcierte Gastprofessur an der University of Cambridge scheiterte am dortigen Board of History. Weitere Kontakte ins Ausland knüpfte er über den Historiker Siegfried A. Kaehler.
Bei den Novemberpogromen 1938 in Berlin wurde er kurzzeitig verhaftet. Nachdem die Lage immer angespannter geworden war, schickte er 1939 seine Kinder nach England. Wenig später wurden sie als Deutsche interniert. Er selbst wollte am St John’s College in Oxford Fuß fassen. Rothfels wurde im Mai 1939 von den NS-Behörden die Ausreise nach Großbritannien gestattet. 1940 wurde er in das Internierungslager Isle of Man verbracht.
Im November 1940 erhielt Rothfels auf Empfehlung von Sinclair W. Armstrong, Eugene Anderson und William L. Langer eine Gastprofessur an der Brown University in Providence, Rhode Island. Im Sommer 1946 wurde er durch Robert Maynard Hutchins zu Vorlesungen an die University of Chicago in Illinois eingeladen. 1946/47 wurde er als Nachfolger von Bernadotte Everly Schmitt Professor. In Chicago schloss er sich einem Kreis deutscher Gelehrter an, zu dem u. a. Otto von Simson, Wilhelm Pauck, Max Rheinstein, Helmut Kuhn, Hans Gaffron und andere gehörten. Er hielt Vorträge innerhalb der Literarischen Gesellschaft und wurde Herausgeber der Rezensionszeitschrift German Books. Außerdem setzte er sich mit dem Widerstand gegen den Nationalsozialismus auseinander und legte ein Standardwerk vor. Rufe an die Friedrich-Alexander-Universität Erlangen und die Universität Heidelberg lehnte er 1947 ab. 1949 besuchte er das erste Mal wieder Deutschland und hielt Vorträge in Heidelberg, Göttingen und Berlin. Nach der Feier zu seinem sechzigsten Geburtstag (1951) verließ er die USA, um auch auf Vermittlung ehemaliger Schüler einen Ruf als Nachfolger von Rudolf Stadelmann an die Eberhard Karls Universität Tübingen anzunehmen; Arnold Bergstraesser hielt die Abschiedsrede auf ihn.
Bis 1956 hielt Rothfels noch vereinzelt Vorlesungen in Chicago (1969 gab er die amerikanische Staatsbürgerschaft zurück), widmete sich dann aber vollständig seinen Tübinger Aufgaben. Einen Ruf an die Georg-August-Universität Göttingen (1954) lehnte er ab. Im Juli 1959 wurde er emeritiert, vertrat allerdings auf Wunsch der Universität noch bis 1961 den Lehrstuhl. Zu seinen akademischen Schülern aus fast vierzig Jahren gehören u. a. Hans Bausch, Waldemar Besson, Karl Heinz Bremer, Werner Conze, Rudolf Craemer, Wolfram Fischer, Friedrich Hiller von Gaertringen, Klaus Hornung, Gotthard Jasper, Ernst Klink, Bernhard Mann, Hans Mommsen, Theo Sommer, Konstanze Wegner und Heinrich August Winkler.
Rothfels war u. a. Vorsitzender des Beirats des Instituts für Zeitgeschichte (IfZ) und ab 1953 mit Theodor Eschenburg Herausgeber der Vierteljahrshefte für Zeitgeschichte. Er war Mitglied der Historischen Kommission bei der Bayerischen Akademie der Wissenschaften, der Historischen Kommission für ost- und westpreußische Landesforschung, des Johann Gottfried Herder-Forschungsrates, des Beirates des Theodor-Heuss-Archivs, des Beirates des Max-Planck-Instituts für Geschichte, der American Historical Association und der Baltischen Historischen Kommission sowie ordentliches Mitglied der Heidelberger Akademie der Wissenschaften (1958/59) und Korrespondierendes Mitglied der Akademie der Wissenschaften zu Göttingen (1949). Von 1955 bis 1957 war er Mitglied der Parteienrechtskommission des Bundesministeriums des Innern, später der Wissenschaftlichen Kommission für die Dokumentation der Vertreibung (von 1951 bis 1969 betreute er die Dokumentation der Vertreibung der Deutschen aus Ost-Mitteleuropa). 1960 wurde er Editor der internationalen Herausgabekommission der Akten zur deutschen auswärtigen Politik 1918–1945. Von 1958 bis 1962 war er Vorsitzender des Verbandes der Historiker Deutschlands.
1958 wurde Rothfels mit dem Preußenschild der Landsmannschaft Ostpreußen ausgezeichnet. 1961 wurde er mit dem Pour le Mérite für Wissenschaften und Künste geehrt und Ehrendoktor der Universität Freiburg im Breisgau (Dr. jur. h. c.). 1961 erhielt er das Große Bundesverdienstkreuz (1965 mit Stern). 1965 hielt er vor dem Deutschen Bundestag anlässlich des „150. Geburtstages Bismarcks“ eine auch im Fernsehen ausgestrahlte Rede. 1971 war er Rezipient der Hölderlin-Plakette der Universitätsstadt Tübingen. 1976 wurde er mit der Verdienstmedaille des Landes Baden-Württemberg ausgezeichnet.
Ab 1918 war Rothfels mit Hildegard Elisabeth Consbruch verheiratet, sie hatten vier Kinder, Klaus Hermann Rothfels, geboren 1919, wurde Biologe in Toronto. Nach dem Tod seiner Frau 1961 ehelichte er 1963 eine Freiin von Bussche-Ippenburg. Am 28. Juni 1976 fand Hans Rothfels auf dem Tübinger Bergfriedhof seine letzte Ruhestätte.
In den 2000er Jahren ist Rothfels zum Gegenstand einer geschichtswissenschaftlichen Auseinandersetzung geworden, an der insbesondere Ingo Haar und Heinrich August Winkler beteiligt waren. Im Kern geht es darum, ob Rothfels als Historiker zu seiner Königsberger Zeit „eine Nähe zu jungkonservativen Kreisen“ gepflegt hatte und „um die Frage des Verhältnisses seiner historischen und politischen Positionen zu völkischen Programmen“, so Wolfgang Neugebauer. Rothfels wurde von seinem Schüler Winkler als „konservativer Vernunftrepublikaner“ in Schutz genommen. Später empfand es Winkler jedoch als „zutiefst irritierend“, dass Rothfels, wie aus der Veröffentlichung eines Briefwechsels bekannt geworden ist, „beim zweiten Wahlgang der Reichspräsidentenwahl 1932 offenkundig für Hitler gestimmt“ habe. Bernd Faulenbach und Hans Mommsen attestierten Rothfels einen „Neokonservatismus“. Für Werner Conze grenzte sich Rothfels vom Deutschnationalismus und Vernunftrepublikanismus ab.
Rothfels habe in der Bundesrepublik Deutschland einen politischen Reifungsprozess beschritten, zwar war er kein Anhänger des Linksliberalismus, in den 1970er Jahren unterstützte er allerdings die neue Ostpolitik von Willy Brandt. Auch die politische Verortung seiner Schüler aus Königsberg, Chicago und Tübingen gilt als relativ heterogen. Neugebauer bemerkte, dass „seine Beiträge zu Problemen der Nationen, des Nationalismus und der ostmitteleuropäischen Geschichte [...], jenseits volkstumszentrierter Rückständigkeiten, Bedeutung für eine europäisch geweitete Perspektive deutschen Historiographie“ haben. Im Gedenkwort von Theodor Schieder, der ebenfalls zu seinem Schülerkreis gehörte, anlässlich der Aufnahme in den Orden Pour le Mérite für Wissenschaften und Künste hieß es: „Für den Wiederaufbau der deutschen Geschichte nach dem Kriege, für den Brückenschlag zu der Geschichte der westlichen Völker ist er unersetzlich gewesen.“

## Schriften (Auswahl)
Monographien
- Carl von Clausewitz. Politik und Krieg. Eine ideengeschichtliche Studie. Dümmler, Berlin 1920.
- Bismarcks englische Bündnispolitik. DVA, Stuttgart 1924.
- Theodor Lohmann und die Kampfjahre der staatlichen Sozialpolitik (1871–1905). Nach ungedruckten Quellen (= Forschungen und Darstellungen aus dem Reichsarchiv. H. 6). E. S. Mittler & Sohn, Berlin 1927.
- (Vorw.): Das englische Weltreich (= Auslandsstudien. Bd. 5). Gräfe und Unzer, Königsberg 1930.
- (Vorw.): Das Auslandsdeutschtum des Ostens (= Auslandsstudien. Bd. 7). Gräfe und Unzer, Königsberg 1932.
- Bismarck und der Osten. Eine Studie zum Problem des deutschen Nationalstaats. Hinrichs, Leipzig 1934.
- Ostraum, Preussentum und Reichsgedanke. Historische Abhandlungen, Vorträge und Reden (= Königsberger historische Forschungen. Bd. 7). Hinrichs, Leipzig 1935.
- Theodor von Schön, Friedrich Wilhelm IV. und die Revolution von 1848 (= Schriften der Königsberger Gelehrten Gesellschaft. Geisteswissenschaftliche Klasse, 13,2). Niemeyer, Halle 1937.
- Die deutsche Opposition gegen Hitler. Eine Würdigung. Scherpe Verlag, Krefeld 1949 (zuerst auf Englisch als: The German opposition to Hitler – An Appraisal (= The Humanist Library). Verlag Regnery, Hinsdale, Illinois 1948).
- Zeitgeschichtliche Betrachtungen. Vorträge und Aufsätze. Vandenhoeck & Ruprecht, Göttingen 1959.
- Bismarck, der Osten und das Reich. Wissenschaftliche Buchgesellschaft, Darmstadt 1960.
- Bismarck. Vorträge und Abhandlungen (= Geschichte und Gegenwart). Kohlhammer, Stuttgart u. a. 1970.

Herausgeberschaften
- Carl von Clausewitz: Politische Schriften und Briefe. Drei Masken Verlag, München 1922.
- mit Werner Markert: Deutscher Osten und slawischer Westen. Tübinger Vorträge (= Tübinger Studien zur Geschichte und Politik. Nr. 4). Mohr (Siebeck), Tübingen 1955.
- Berlin in Vergangenheit und Gegenwart. Tübinger Vorträge (= Tübinger Studien zur Geschichte und Politik. Nr. 14). Mohr (Siebeck), Tübingen 1961.